# Bulkypix
Bulkypix est une entreprise française spécialisée dans le développement et l'édition de jeux vidéo fondée en décembre 2008 et disparue en août 2016 La société édite plus de 200 jeux, principalement à destination du marché mobile, mais aussi sur navigateur web et PC. En liquidation judiciaire, l'entreprise ferme en août 2016.
Les jeux My Brute, Saving Private Sheep, Autumn Dynasty, The Sandbox, Type:Rider, Lone Wolf: Blood on the Snow et Please Don't Touch Anything sont ses succès les plus importants.

## Activité

### Développeur et éditeur
L'activité principale de Bulkypix est le développement et l'édition de jeux vidéo. Parmi ses licences originales créées et réalisées en interne, peuvent être cités ses jeux les plus connus : Hysteria Project, My Brute et Saving Private Sheep. De nombreux jeux édités connaissent également le succès : Babel Rising en 2009, Pix'n Love Rush en 2010, Another World : Édition 20e anniversaire et PyramidValley Adventure en 2011, Autumn Dynasty et The Sandbox en 2012, CandyMeleon et Type:Rider en 2013. Le studio a édité plus de 200 titres.
Le soutien au jeu vidéo indépendant fait partie de la philosophie de l'entreprise.

### Activité de prestation et de conseil
L'une des activités principales de Bulkypix est la réalisation de jeux et d'application pour le compte de clients : 
- Jeux à licence : Tout le monde veut prendre sa place Online, Questions pour un champion Online, Fort Boyard, Le Village de Calimero, Le Petit Nicolas : La Grande Course…
- Jeux vidéo publicitaires : EDF, Veolia, Siemens, Hachette, Française des Jeux, M6, France Télévisions...
- Serious games : jeu de recrutement pour la Marine nationale[4], jeu de sensibilisation pour la CODAH, jeu d'apprentissage pour l'Association pour la Recherche en Cardiologie du Fœtus à l'Adulte…
- Autres : applications officielles du Musée du Louvre[5], du Musée Fabre, de la Fondation Charles-de-Gaulle…

L'entreprise intervient à la fois dans le conseil et le développement (création originale et portages) et met en avant son expertise multiplateforme (smartphones, tablettes, réseaux sociaux, web, télé connectée). Elle propose également du placement de marques dans les jeux de son catalogue et du sponsoring de jeu.

### Recherche et développement
Bulkypix travaille et œuvre sur plusieurs projets de recherche et développement dans le domaine de l'interactivité et des jeux vidéo. En 2011, un projet de recherche sur la vidéo interactive sur smartphones est financé par une aide à l'innovation d'Oséo. Bulkypix collabore avec l'Institut de recherche en informatique de Toulouse (IRIT) sur des thématiques telles que la réalité augmentée et la géolocalisation. En 2012, la société est chef de file du projet « Polymathic » labellisé par Cap Digital dans le cadre de l'appel à projets « Technologies de numérisation et de valorisation des contenus culturels, scientifiques et éducatifs » développé en partenariat avec le CNAM, Kylotonn, MocapLab et XediX,.

## Historique

### Création et extension
Bulkypix est fondée par d'anciens employés de Vivendi Games Mobile. Bulkypix est gérée par un comité directeur. L'entreprise commence par développer et éditer des jeux sur iPhone avant de se diversifier.  
À partir de 2010 l'entreprise possède un bureau à San Francisco. Le marché américain représente plus de 40 % de l'activité de l'entreprise. Début janvier 2011, la société rachète le studio Uacari.

### Levées de fonds et investissements
18 mois après la création de l'entreprise, Bulkypix réalise une première levée de fonds avec Oterma, une holding d'investissement dans les PME. Celle-ci a pour objectif d'accroître le catalogue de jeux et d'accélérer la recherche et développement. En 2012, c'est dans cette même optique qu'Axa Private Equity (renommé Ardian en 2013) entre au capital de l'entreprise. Cette même année, l'entreprise annonce consacrer une enveloppe de plusieurs millions de dollars aux développeurs indépendants.
La société entame une procédure de redressement judiciaire le 29 mars 2016, sans avoir pu trouver repreneur, l'entreprise entre en liquidation judiciaire en août 2016.